# Elektra (pel·lícula)
Elektra (grec: Ηλέκτρα Ilektra) és una pel·lícula grega del 1962 basada en l'obra Electra, escrit per Eurípides. Va ser dirigit per Michael Cacoyannis, com a primera entrega de la seva trilogia "La tragèdia grega", seguida de Troádes el 1971 i Ifigéneia el 1977. Fou protagonitzada per Irene Papas en el paper principal com Elektra, i Giannis Fertis com Orestes.

## Argument
El rei Agamèmnon és assassinat per la seva dona Clitemnestra i el seu amant i el cosí i company de jocs de la infància d'Agemèmnon Egist. Dels fills d'Agamèmnon i Clitemnestra, Orestes se'n va a l'exili i a la seguretat mentre Electra està confinada al palau durant uns anys i després és obligada a casar-se amb un camperol per deshonrar-la a ella i als seus fills.
Uns anys després, Electra busca venjança amb l'ajuda del seu germà Orestes i el seu cosí Pílades. Orestes i Pílades van a un festival de Bacus organitzat per Egist i, quan Egist repta Orestes a una baralla amb ganivets, Orestes aprofita l'oportunitat per matar-lo. Electra convida Clitemnestra a casa seva amb un pretext on, malgrat que Clitemnestra explica a Electra els motius per matar el seu marit i disculpar-se per les seves accions envers Electra, Electra permet a Orestes apunyalar Clitemnestra fins a la mort. Al final, els germans senten remordiments i s'adonen que seran marginats socials per la seva acció. Surten en diferents direccions.

## Repartiment
- Irene Papas com Elektra
- Giannis Fertis com Orestes
- Aleka Katselli com Clitemnestra
- Manos Katrakis com el tutor
- Notis Peryalis com el marit d'Elektra
- Fivos Razi com Egist
- Takis Emmanuel com Pílades
- Theano Ioannidou com a líder del cor
- Theodoros Dimitriou (Theodore Demetriou) com Agamèmnon
- Elsie Pittas com jove Elektra
- Petros Ampelas com jove Orestes

## Premis
La pel·lícula es va presentar al 15è Festival Internacional de Cinema de Canes on va guanyar el premi a la millor transposició cinematogràfica. La pel·lícula també va ser nominada a l'Oscar a la millor pel·lícula de parla no anglesa. La pel·lícula també va guanyar tres premis al Festival de Cinema Grec de Tessalònica, a la millor pel·lícula i millor director (Michalis Cacoyannis) i a la millor actriu (Irene Papas).

## DVD
Electrava ser llançat en DVD per MGM Home Entertainment el 5 de març de 2002 com a DVD de la Regió 1.